# Montady
Montady är en kommun i departementet Hérault i regionen Occitanien i södra Frankrike. Kommunen ligger i kantonen Capestang som tillhör arrondissementet Béziers. År 2022 hade Montady 4 020 invånare.

## Befolkningsutveckling
Antalet invånare i kommunen Montady
Referens:INSEE